# Grundstückverkehrsgesetz
Mit dem Grundstückverkehrsgesetz (GrdstVG), das in den Geschäftsverkehr mit landwirtschaftlich genutzten Grundstücken kontrollierend eingreift, verfolgt der Gesetzgeber in Deutschland vornehmlich drei Zwecke:
- Die Sicherung des Fortbestandes land- und forstwirtschaftlicher Betriebe, indem die Landwirtschaft vor dem Ausverkauf ihres Bodens geschützt wird (mikroökonomischer Aspekt).
- Besonders betont wird der Schutz von Natur und Umwelt, indem die Agrarstruktur erhalten und verbessert wird.
- Die Sicherung der Ernährungsvorsorge der Bevölkerung (makroökonomische Aspekte).

Hierzu hat der Gesetzgeber vor allem folgende Regelungen getroffen:
- Die rechtsgeschäftliche Veräußerung land- und forstwirtschaftlicher Betriebe bedarf der behördlichen Genehmigung in einem besonderen Genehmigungsverfahren (§§ 2 ff. GrdStVG).
- Ein Hof, der im Wege der gesetzlichen Erbfolge an eine Erbengemeinschaft fällt, kann in einem gerichtlichen Zuweisungsverfahren einem der Miterben zugewiesen werden (§§ 13 ff. GrdStVG).

## Genehmigungsverfahren
Nach dem GrdStVG bedarf die Veräußerung eines land- oder forstwirtschaftlich genutzten Grundstücks sowie die Bestellung eines Nießbrauchs an einem solchen Grundstück der Genehmigung der Landwirtschaftsbehörde (§§ 2, 8 GrdstVG). Ist eine Genehmigung nicht erforderlich, wird auf Antrag ein Negativzeugnis erteilt (§ 5 GrdstVG).
Die Genehmigungspraxis der Landwirtschaftsbehörden und Landwirtschaftsgerichte ist im Laufe der Jahre immer liberaler geworden, weil die Erkenntnis Boden gewonnen hat, dass neben den landwirtschaftlichen Vollerwerbsbetrieben auch die nebenberuflich betriebene Landwirtschaft aus agrarpolitischen und anderen volkswirtschaftlichen Gründen erhaltungswürdig ist.

### Ausnahmen von der Genehmigungspflicht
In den Ausführungsgesetzen der Länder zum Grundstückverkehrsgesetz ist bestimmt, dass die Veräußerung von Grundstücken bis zu einer bestimmten Größe keiner Genehmigung bedarf. Unter Grundstück ist dabei i. d. R. das Grundstück im Rechtssinne zu verstehen, d. h. ein räumlich abgegrenzter Teil der Erdoberfläche, der im Bestandsverzeichnis eines Grundbuchblattes ohne Rücksicht auf die Art seiner Nutzung unter einer besonderen Nummer eingetragen ist; wirtschaftliche Gesichtspunkte spielen insoweit keine Rolle.
Die Freigrenzen für das einzelne Grundstück liegen – jeweils einschließlich des Grenzwertes – bei:
| Bundesland             | Freigrenze in ha (Stand 2022) | Freigrenze in m² (Stand 2022) | Anmerkung |
| ---------------------- | ----------------------------- | ----------------------------- | --- |
| Saarland               | 0,15                          | 1.500                         | |
| Bremen                 | 0,25                          | 2.500                         | |
| Hessen                 | 0,25                          | 2.500                         | unbebaut |
| Thüringen              | 0,25                          | 2.500                         | |
| Rheinland-Pfalz        | 0,5                           | 5.000                         | 0,1 ha bei Weinbau; bei Wirtschaftsstelle eines land- oder forstwirtschaftlichen Betriebes immer Genehmigungspflicht |
| Sachsen                | 0,5                           | 5.000                         | 1,0 ha bei Veräußerung an jeweilige Gemeinde, Verwaltungsverbände oder Landkreis, in deren Gebiet das Grundstück liegt; bei Hofstelle oder einem Grundstück das dem Weinbau, dem Erwerbsgartenbau oder der Teichwirtschaft immer Genehmigungspflicht |
| Baden-Württemberg      | 1,0                           | 10.000                        | 0,5 ha bei Wein- und Erwerbsgartenbau; 0,1 ha im Schweizer Grenzbereich |
| Berlin                 | 1,0                           | 10.000                        | |
| Hamburg                | 1,0                           | 10.000                        | |
| Niedersachsen          | 0,5                           | 5000                          | Bei der Veräußerung durch eine Kommune oder einen kommunalen Zweckverband sowie bei Veräußerung durch einen anerkannten Naturschutzverband für ein konkretes Naturschutzprojekt beträgt die allg. Freigrenze 1 ha (vgl. § 1 NGrdstLwG)               |
| Nordrhein-Westfalen    | 1,0                           | 10.000                        | |
| Bayern                 | 1,0                           | 10.000                        | Hofstelle immer genehmigungspflichtig Summe über die letzten 3 Jahre, 2ha bei Erwerb durch Gemeinde, Gemeindeverbände oder komm. Zweckverband |
| Brandenburg            | 2,0                           | 20.000                        | |
| Mecklenburg-Vorpommern | 2,0                           | 20.000                        | |
| Sachsen-Anhalt         | 2,0                           | 20.000                        | 0,25 ha bei Wirtschaftsgebäude und in Bebauungsplan- oder Flächennutzungsplan für Land- bzw. Forstwirtschaft ausgewiesener Flächen |
| Schleswig-Holstein     | 2,0                           | 20.000                        | |

### Vereinbarkeit der Genehmigungspflicht mit EU-Recht
Die staatliche Bodenverwertungs- und -verwaltungs GmbH (BVVG) hatte 2008 eine 2,6 ha. große Fläche nach einem Ausschreibungsverfahren an den Höchstbieter verkauft. Der zuständige Landkreis verweigerte die Genehmigung mit der Begründung, der vereinbarte Kaufpreis stehe in einem
groben Missverhältnis zu dem Wert des verkauften Grundstücks. Nach Entscheidungen der Vorinstanzen legte der Bundesgerichtshof (BGH) den Fall dem Europäischen Gerichtshof (EUGH) vor. Dieser sollte prüfen, ob das europäische Beihilferecht einer nationalen Regelung entgegenstehe, wenn dieses den Verkauf an den Höchstbietenden untersagen könne. Der EUGH hat daraufhin entschieden, dass eine derartige nationale Regelung „nicht als staatliche Beihilfe qualifiziert werden kann, sofern die Anwendung dieser Regelung zu einem Preis führen kann, der möglichst nahe beim Marktwert des betroffenen landwirtschaftlichen Grundstücks liegt“. Das Grundstückverkehrsgesetz verstößt somit nicht grundsätzlich gegen das Beihilferecht, wenn seine Anwendung dazu führt, dass das Grundstück zu einem Preis verkauft wird, der nahe beim Verkehrswert liegt.

## Zuweisungsverfahren
Ferner ist in den §§ 13 ff. GrdstVG ein Zuweisungsverfahren geregelt, wonach der landwirtschaftliche Betrieb nach dem Tod des Landwirts einem der Miterben vom Landwirtschaftsgericht zugewiesen werden kann, wenn keine entsprechende Verfügung von Todes wegen vorliegt. Voraussetzung ist allerdings, dass der Landwirtschaftsbetrieb von Gesetzes wegen an eine Erbengemeinschaft fällt.
Interessant ist in diesem Zusammenhang die Entstehungsgeschichte des Grundstücksverkehrsgesetzes. An dem Grundstücksverkehrsgesetz vom 28. Juli 1961 ist besonders lange gearbeitet worden. Der erste Referentenentwurf stammte bereits vom 15. Juli 1954. In ihm war die Möglichkeit der geschlossenen Zuweisung eines landwirtschaftlichen Betriebs an einen Miterben bereits unter der Bezeichnung „Nachholung der Betriebsübergabe“ vorgesehen. Dieser Teil des Gesetzes war im Gesetzgebungsverfahren am heftigsten umstritten. Besonders umstritten waren die Fragen, ob dem Grundsatz der Maßgeblichkeit des Erblasserwillens Rechnung getragen werden sollte, ob die Abfindung des weichenden Miterben auf der Basis des Einheitswerts oder des Ertragswerts des Betriebs zu berechnen sei, ob außer landwirtschaftlichem auch forstwirtschaftliches Vermögen zuweisungsfähig sein solle und ob die Zuweisung außer bei Erbengemeinschaften auch bei sonstigen Gesamthandsgemeinschaften zugelassen werden solle. Der Gesetzgeber hat sich in Anbetracht der die deutsche Wirtschaftsordnung prägenden Marktwirtschaft schließlich für die mildeste der in Frage stehenden Lösungen entschieden. Dennoch – so Alfred Pikalo und Bernold Bendel in ihrem GrdstVG-Kommentar von 1963 – „bleibt die Zuweisung ein außerordentlich fragwürdiges Rechtsinstitut und ein Fremdkörper in unserer Rechtsordnung“ (da sie im Widerspruch zu den Grundprinzipien der Marktwirtschaft, nämlich Vertragsfreiheit und Eigentumsschutz steht). Inzwischen besteht keine Bundeskompetenz mehr. Das bisherige Grundstücksverkehrsgesetz gilt in den Ländern fort, bis es durch ein Landesgesetz ersetzt wird. Dies ist bisher nur in Baden-Württemberg (ASVG) erfolgt.
Gehört der Betrieb z. B. einer fortgesetzten Gütergemeinschaft an – einem seltenen Güterstand, der bei Landwirten vor allem im südlichen Baden-Württemberg noch anzutreffen ist – kann er nicht zugewiesen werden. Dann gehen die besonderen Vorschriften für die Auseinandersetzung der fortgesetzten Gütergemeinschaft bei deren Beendigung durch Tod des überlebenden Ehegatten (§§ 1515 ff. BGB) vor.

## Geschichte
Die Geschichte der Grundstückslenkung in der Landwirtschaft kennt vor allem die folgenden Stationen:
- Die Bundesratsbekanntmachung vom 15. März 1918 wollte in der Notzeit des Ersten Weltkrieges die Volksernährung sicherstellen und den Aufkauf landwirtschaftlichen Vermögens durch Bodenspekulanten (Kriegsgewinnler) verhindern. Die Bundesratsbekanntmachung unterstellte erstmals reichsweit die Verfügung der Landwirte über landwirtschaftliche Grundstücke Genehmigungspflichten. Sie war zunächst lediglich zur Überwindung der kriegsbedingten Not vorgesehen, wurde in den Folgejahren zum dauerhaften Instrument zur Steuerung von agrar- und sozialpolitischen Zielen.
- Die Grundstückverkehrsbekanntmachung vom 26. Januar 1937 sollte vor allem der Verwirklichung der nationalsozialistischen Blut-und-Boden-Ideologie dienen.
- Die Lenkungsgesetze der Nachkriegszeit sollten vor allem wiederum die Volksernährung sicherstellen und verfolgten das sozialpolitische Ziel, Großgrundbesitz zu zerschlagen und zu verhindern.
- Das Grundstückverkehrsgesetz will die Agrarstruktur verbessern, bäuerliche Betriebe in der Hand selbstwirtschaftender Familien erhalten und die Bevölkerungsernährung sichern.